# Naum Ochrydzki

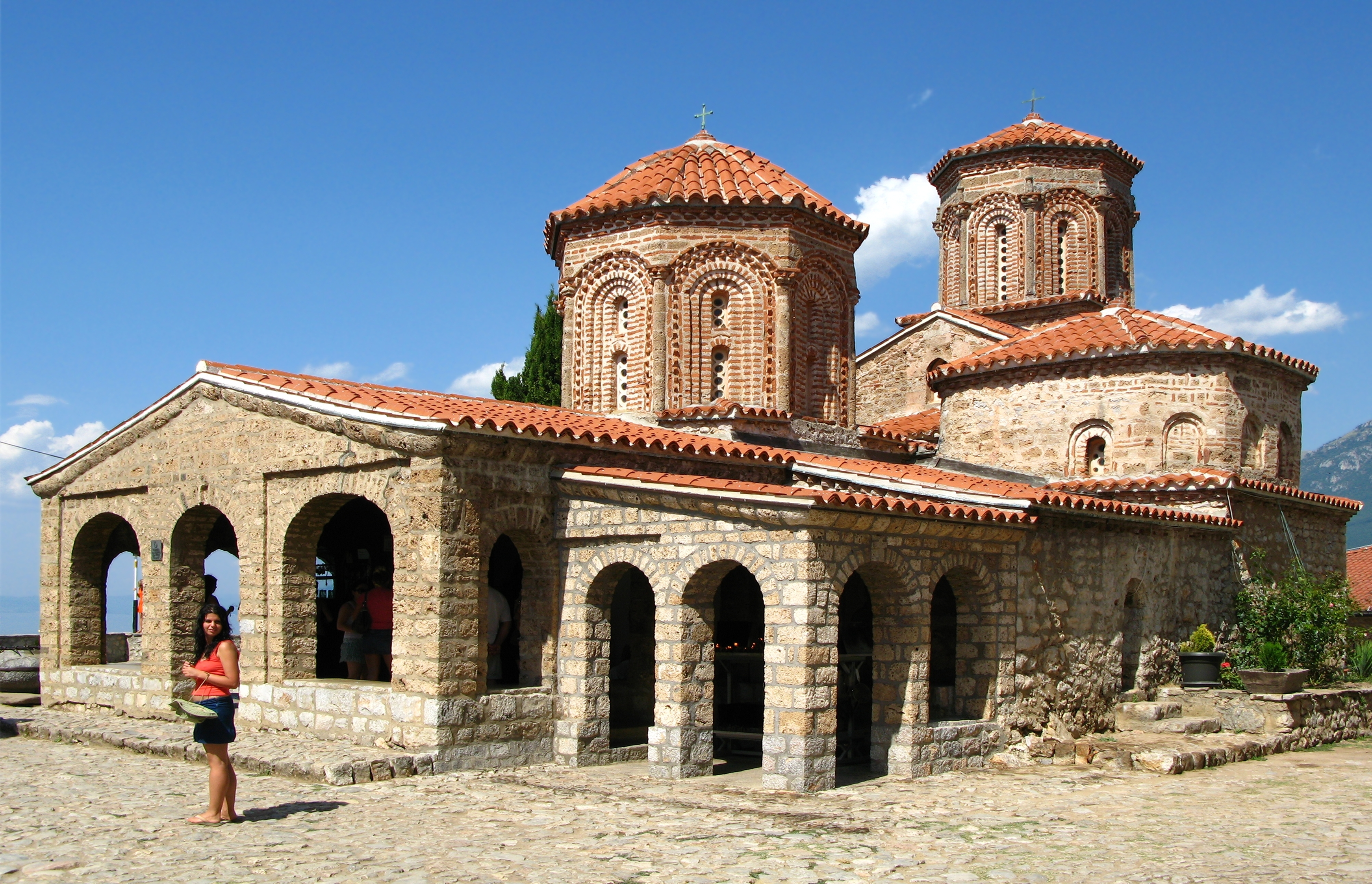
Monastyr Świętego Nauma

Nahum z Ochrydy, Naum Ochrydzki Cudotwórca, Naum Presławski (ur. ok. 830, zm. 23 grudnia 910 w Ochrydzie, Imperium Bułgarskie – obecnie Macedonia) – uczeń Cyryla i Metodego, współtwórca ochrydzkiej szkoły piśmienniczej, święty prawosławny i katolicki, apostoł Bułgarii.
Był uczestnikiem misji ewangelizacyjnej na Morawach. Następnie wraz z czterema innymi wygnańcami św. Gorazdem, św. Klemensem, św. Sawą i św. Angelarem, udał się do Bułgarii.
W 905 założył klasztor nad Jeziorem Ochrydzkim. Klasztor leży obecnie w Macedonii przy granicy z Albanią (miejscowość Свети Наум) i jest celem licznych pielgrzymek.
Jego imię nosi też szczyt na Wyspie Livingstona w archipelagu Szetlandów Południowych w Antarktyce.
W Kościele katolickim wspominany jest w grupie Siedmiu Apostołów Bułgarii dawniej 17 lipca, a w nowym Martyrologium Rzymskim 22 listopada.